# Río Cutis
El río Cutis, a veces llamado Cutre, es un corto riachuelo de Asturias, cuyas aguas discurren íntegramente por el concejo de Gijón.
Se forma en las vertientes del monte de La Tana y del lado de Moreda, feligresía de Tremañes, con las aguas del Pantano del Recuesto, feligresía de Roces. Tiene dos brazos principales y dos puentes, y con las aguas que bajan de la colina donde se halla la parroquia de Ceares y de los surgideros de que abunda el término del Humedal de la villa de Gijón se compone el mismo antes de su desembocadura en el mar. 
En la actualidad en su desembocadura se encuentra construido un colector que lo une al río Pilón y que previene las inundaciones en varios barrios de la ciudad, que eran muy frecuentes en la década de los años 1980, llegando a ser necesarias intervenciones de los bomberos para rescatar a los vecinos de sus casas inundadas.